# Himantura undulata
Himantura undulata  (лат.) — вид рода хвостоколов-гимантур из семейства хвостоко́ловых отряда хвостоколообразных надотряда скатов. Они обитают в тропических водах Индийского и Тихого океанов от Индии до Малайского архипелага. Максимальная зарегистрированная ширина диска 130 см. Грудные плавники этих скатов срастаются с головой, образуя ромбовидный диск. Рыло выступающее и заострённое. Хвост очень длинный, кожные складки на хвостовом стебле отсутствуют. От области глаз до основания хвоста вдоль средней линии диска тянется широкая полоса заострённых чешуй. В центре диска расположена напоминающая жемчужину крупная чешуйка, за которой следуют несколько шипов. Окраска дорсальной поверхности диска «леопардовая». Вентральная поверхность белая. Вид страдает от интенсивного рыбного промысла и ухудшения условий среды обитания. Мясо используют в пищу.
Подобно прочим хвостоколообразным Himantura undulata размножаются яйцеживорождением. Эмбрионы развиваются в утробе матери, питаясь желтком и гистотрофом. Рацион этих скатов состоит в основном из ракообразных и мелких костистых рыб.

## Таксономия и филогенез
Впервые новый вид был упомянут датским ихтиологом Питером Блекером в 1850 году как Trygon undulata. Спустя два года он был научно описан на основании трёх особей, пойманных у берегов Джакарты и Семаранга. Позднее он был отнесён к роду хвостоколов-гимантур. Видовой эпитет происходит от слова лат. undulatis — «волнистый».
Himantura undulata принадлежит к комплексу видов, образованному Himantura astra, Himantura fai, Himantura gerrardi, Himantura jenkinsii, Himantura leoparda, Himantura toshi и Himantura uarnak. Для уточнения связей внутри комплекса этих внешне схожих видов необходимы дальнейшие таксономические исследования.

## Ареал и места обитания
Himantura undulata широко распространены в тропических водах Индо-тихоокеанской области. Они обитают от Индии до Тайваня и Новой Гвинеи, однако в водах северной Австралии они отсутствуют (все данные о поимке скатов этого вида вероятно ошибочны и относятся к Himantura leoparda). Эти донные рыбы встречаются у берега в лагунах, мангровых зарослях и солоноватых эстуариях рек, они предпочитают илистое дно с мягким грунтом.

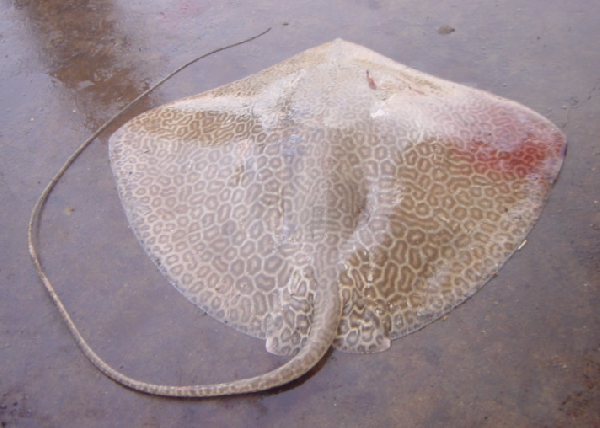
Характерная пятнистая окраска дорсальной поверхности диска Himantura uarnak

## Описание

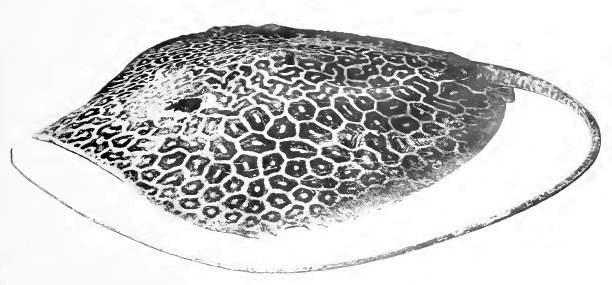
Оригинальное изображение голотипа Trygon favus

Грудные плавники этих скатов срастаются с головой, образуя тонкий ромбовидный диск, ширина которого слегка превышает длину. Края плавников закруглены. Передний край изогнут, треугольное рыло немного вытянуто, кончик выступает за края диска. Позади мелких глаз расположены крупные брызгальца. На вентральной поверхности диска расположены 5 пар S-образных жаберных щелей, рот и тонкие, длинные ноздри. Между ноздрями пролегает лоскут кожи с бахромчатым нижним краем. Рот изогнут в виде дуги, по углам имеются неглубокие борозды. На дне ротовой полости присутствуют 2 отростка. Мелкие притуплённые зубы выстроены в шахматном порядке и образуют плоскую поверхность. Брюшные плавники довольно маленькие, треугольной формы.
Кнутовидный тонкий хвост в 2 раза превышает длину диска. Кожные складки на хвостовом стебле отсутствуют. На дорсальной поверхности хвостового стебля ближе к основанию расположен тонкий шип, соединённый протоками с ядовитой железой. Дорсальная поверхность диска плотно покрыта крошечными сердцевидными чешуйками, которые располагаются широкой полосой от области между глазами до хвоста. В центре диска имеется крупная чешуйка в виде жемчужины, за которой вдоль позвоночника следуют 2—3 шипа. Крупные чешуйки у основания хвоста отсутствуют. Диск новорожденных скатов покрыт крупными разрозненными тёмными пятнами. С возрастом окраска дорсальной поверхности диска начинает напоминать сетчатый узор, образованный пчелиными сотами. Позади шипа хвост покрыт чередующимися тёмными и светлыми полосками. Вентральная поверхность диска белая. Максимальная зарегистрированная ширина диска 130 см.

## Биология
Himantura undulata часто лежат неподвижно на дне, зарывшись в грунт. Основу рациона этих скатов составляют ракообразные и мелкие рыбы. Подобно прочим хвостоколообразным Himantura undulata относится к яйцеживородящим рыбам. Эмбрионы развиваются в утробе матери, питаясь желтком и гистотрофом. Ширина диска новорожденных около 26—27 см, они крупнее по сравнению с новорожденными кольчатых хвостоколов и Himantura leoparda. Кроме того также как у кольчатых хвостоколов и в отличие от Himantura leoparda у молоди с диском шириной менее 50 см вдоль позвоночника присутствует чешуйчатая полоса. У самцов половая зрелость наступает при ширине диска 60—70 см. На этих скатах паразитируют ленточные черви Dollfusiella angustiformis, Parachristianella baverstocki, Parachristianella indonesiensis, Prochristianella clarkeae и Trygonicola macroporus и цестоды Gnathia maculosa, Gnathia teruyukiae и Gnathia trimaculata.

## Взаимодействие с человеком
Himantura undulata являются объектом целевого лова. В Индонезии их ловят донными тралами, ставными неводами и ярусами. В ареале ведётся интенсивный промысел. На рынок в основном поступает мясо, кроме того, используют шкуру и хрящи. Вид страдает от ухудшения условий среды обитания, обусловленного антропогенными факторами. Международный союз охраны природы присвоил этому виду статус сохранности «Уязвимый».